# Into the Mouth of Badd(d)ness
 (octobre 2012).
Si vous disposez d'ouvrages ou d'articles de référence ou si vous connaissez des sites web de qualité traitant du thème abordé ici, merci de compléter l'article en donnant les références utiles à sa vérifiabilité et en les liant à la section « Notes et références ».
Sorti en 2007, Into The Mouth Of Badd(d)ness est le premier album du groupe Brown Brigade.
Celui-ci est composé de :
1. E2 The F (Homeboy)
2. Purebread
3. Blame the Wizards
4. Aggravation Plantation
5. Blues Warrior
6. Fear of a Brown Planet
7. Hallowed be Thy Name
8. Down With Brown
9. WD-80
10. In the mouth of Badd(d)ness
11. Make Way Fe De Fout'Dem
12. Last Writes (Thusfervolume: 1)
13. Relaxation Plantation (Superhoppafreakwalizer)